# Rauhi Fattuh
Rauhī Fattūh (arabisch روحي فتوح, DMG Rauḥī Fattūḥ; * 1949) wurde nach dem Tod Jassir Arafats am 11. November 2004 zum Interimspräsidenten der Palästinensischen Autonomiebehörde bestimmt. Er hatte diese Funktion bis zur Abhaltung von Wahlen, d. h. für eine Dauer von 60 Tagen, inne.
Als Mitglied von Arafats Fatah-Bewegung wurde Fattuh am 10. März 2004 Parlamentspräsident des Palästinensischen Gesetzgebenden Rates. In diesen wurde er im Jahre 1996 als Abgeordneter der Stadt Rafah (im Gazastreifen) gewählt und diente dem Rat als Sekretär, bis er im November 2003 in der Regierung Ahmed Kureis den Posten des Landwirtschaftsministers erhielt.
Im März 2004 nominierte ihn die Mehrheitsfraktion Fatah zum Kandidaten für den Posten des Parlamentspräsidenten. 34 Fatah-Abgeordnete stimmten für, 10 gegen ihn. Seine Einsetzung als Interimspräsident der Fatah-dominierten PLO war nicht überraschend. Als Arafat erkrankte, einigte sich die palästinensische Führung am 10. November auf Fattuh als Interimspräsidenten für eine Dauer von 60 Tagen, bis gemäß dem Rechtssystem der palästinensischen Autonomiebehörde Neuwahlen abgehalten werden müssen. Fattuh übernahm diesen Posten am Tag nach Arafats Tod.
Fattuh wird normalerweise als moderat eingeschätzt, denn er unterstützte Ahmed Kurei als Arafats Nachfolger. Kurei wird nachgesagt, eine konstruktive Rolle bei den Verhandlungen von Oslo gespielt zu haben; außerdem hatte er auch schon in der Vergangenheit Arafat vertreten.
| Personendaten    | Personendaten                                                              |
| ---------------- | -------------------------------------------------------------------------- |
| NAME             | Fattuh, Rauhi                                                              |
| ALTERNATIVNAMEN  | روحي فتوح                                                                  |
| KURZBESCHREIBUNG | palästinensischer Interimspräsident der Palästinensischen Autonomiebehörde |
| GEBURTSDATUM     | 1949                                                                       |